# Чемпионат мира по снукеру 1964—1968
Чемпионат мира по снукеру — главный турнир в мире снукера, который возродился в 1964 году в формате челленджа после перерыва в 6 лет. Предыдущий чемпионат в 1957 году выиграл Джон Палмен, благодаря чему с 1964 по 1968 гг. он играл лишь в финале.

## Наивысший брейк
В 1965 году Рекс Уильямс в матче против Палмена сделал рекордный для чемпионата брейк в 145 очков. Рекорд продержался до турнира 1983 года, когда Клифф Торбурн сделал максимальный брейк.

## Места проведения
- 1964 и 1965 (все матчи): Burroughes Hall, Лондон
- 1966: Зал святого Георгия, Ливерпуль
- 1966: ЮАР (разные города)
- 1968: Co-operative Hall, Болтон

## Результаты челленджей
1964 —  Джон Палмен 19:16 Фред Дэвис  

1964 —  Джон Палмен 40:33 Рекс Уильямс  

1965 —  Джон Палмен 37:36 Фред Дэвис  

1965 —  Джон Палмен 25:22 Рекс Уильямс  

1965 —  Джон Палмен 39:12 Фред ван Ренсбург  

1966 —  Джон Палмен 5:2 (счёт по матчам) Фред Дэвис  

1968 —  Джон Палмен 39:34 Эдди Чарльтон 